# Dona amb barret blanc (Pablo Picasso)
Dona amb barret blanc (Femme au chapeau blanc) és un oli sobre tela de 118 × 91 cm pintat per Pablo Picasso l'any 1921 i dipositat al Museu de l'Orangerie de París.

## Context històric i artístic
Paul Guillaume va adquirir aquest quadre l'any 1929. La identitat de la model no se sap del cert. Michel Hoog recorda que "Picasso va representar diverses vegades aquesta dona (el rostre de la qual evoca vagament el de la seua muller Olga Khokhlova) amb el mateix barret, sola o bé amb una altra dona amb capell."

## Descripció
Picasso va pintar aquesta dona amb el mateix barret diverses vegades. En aquesta versió, la model està asseguda, amb el colze recolzat al respatller de la cadira, mentre que l'altra mà descansa delicadament sobre el seu genoll. El seu rostre (suau i potent) ofereix la imatge d'una persona immersa en els seus pensaments.
Una certa monumentalitat en aquesta dona recorda les Banyistes, pintades en els mateixos anys. Igualment té d'aquelles figures la immobilitat i la mateixa mirada fixa i absent. Però ací la paleta és més clara i acolorida. El blau de la brusa, el blanc de la faldilla i el vermell del respatller componen al mig de la tela un motiu tricolor i se suavitzen amb tocs de grisos i marrons, donant al conjunt l'aspecte d'un gran pastís amb colors apagats. La pinzellada és aparent en l'execució del fons i en la dels plecs esquemàtics de la faldilla, i els modelats estan simplificats, excepte en el rostre, tractat amb més finesa.
Hi ha diverses influències evidents en aquesta pintura: els individus pensarosos de Jean-François Millet i la pintura de Corot (Picasso posseïa un quadre d'aquest darrer, Dona italiana asseguda). En tota l'obra de Picasso, l'obra més propera a aquesta Dona amb barret blanc és un gran dibuix de la col·lecció Marina Picasso en què una dona subjecta un llibre amb la seua mà esquerra: Dona amb llibre d'oració.